# La Cigale Luc Leblanc
La Cigale Luc Leblanc est une course cyclosportive qui se déroule autour de la ville de Lunel. Elle est conjointement organisée par la ville de Lunel et le Vélo Club Lunellois sous l'égide de la Fédération française de cyclisme.

## Les débuts
La Cigale voit le jour en 2002 sous l'impulsion du Maire de Lunel, et du président de l'association cycliste locale, Christian Andrieux. Elle a pour but de faire découvrir voire redécouvrir au grand public le terroir lunellois. Immédiatement approché pour parrainer l'événement, Luc Leblanc se lance dans l'aventure avec les 200 bénévoles déjà engagés. Dès la première édition, La Cigale rencontre un franc succès[réf. nécessaire].

## Édition 2007
En 2007 a lieu la sixième édition de la course. Ce sont maintenant plus de 800 coureurs qui s'affrontent lors de cet événement.